# Saison 1978-1979 de la LHOu
Saison précédente Saison suivante
La saison 1978-1979 est la 13e saison de hockey sur glace de la Ligue de hockey de l'Ouest. Les Wheat Kings de Brandon remporte la Coupe du Président en battant en finale les Winter Hawks de Portland.

## Saison régulière
Avant le début de la saison, la ligue modifie son nom, délaissant ainsi le nom de Ligue de hockey de l'Ouest du Canada au profit de Ligue de hockey de l'Ouest. De leur côté, les Bombers de Flin Flon sont relocalisés vers Edmonton en Alberta et reprennent le nom d'une ancienne franchise de la ligue, soit les Oil Kings d'Edmonton.

### Classement
| Division Est           | PJ | V  | D  | N  | Pts | BP  | BC  |
| ---------------------- | -- | -- | -- | -- | --- | --- | --- |
| Wheat Kings de Brandon | 72 | 58 | 5  | 9  | 125 | 491 | 230 |
| Blades de Saskatoon    | 72 | 26 | 32 | 14 | 66  | 385 | 398 |
| Oil Kings d'Edmonton   | 72 | 17 | 43 | 12 | 46  | 288 | 403 |
| Pats de Regina         | 72 | 18 | 47 | 7  | 43  | 297 | 481 |

| Division Centrale      | PJ | V  | D  | N  | Pts | BP  | BC  |
| ---------------------- | -- | -- | -- | -- | --- | --- | --- |
| Bighorns de Billings   | 72 | 38 | 23 | 11 | 87  | 378 | 302 |
| Broncos de Lethbridge  | 72 | 37 | 28 | 7  | 81  | 389 | 326 |
| Wranglers de Calgary   | 72 | 28 | 38 | 6  | 62  | 349 | 392 |
| Tigers de Medicine Hat | 72 | 15 | 50 | 7  | 37  | 270 | 479 |

| Division Ouest            | PJ | V  | D  | N  | Pts | BP  | BC  |
| ------------------------- | -- | -- | -- | -- | --- | --- | --- |
| Winter Hawks de Portland  | 72 | 49 | 10 | 13 | 111 | 432 | 265 |
| Cougars de Victoria       | 72 | 34 | 27 | 11 | 79  | 318 | 295 |
| Bruins de New Westminster | 72 | 34 | 32 | 6  | 74  | 310 | 301 |
| Breakers de Seattle       | 72 | 21 | 40 | 11 | 53  | 299 | 334 |

### Meilleurs pointeurs
| Joueur          | Équipe     | PJ | B  | A   | Pts | Pun |
| --------------- | ---------- | -- | -- | --- | --- | --- |
| Brian Propp     | Brandon    | 71 | 94 | 100 | 194 | 127 |
| Ray Allison     | Brandon    | 62 | 60 | 93  | 153 | 191 |
| Laurie Boschman | Brandon    | 65 | 66 | 83  | 149 | 215 |
| Duane Sutter    | Lethbridge | 71 | 50 | 75  | 125 | 212 |
| Doug Morrison   | Lethbridge | 72 | 56 | 67  | 123 | 159 |
| Kelly Kisio     | Calgary    | 70 | 60 | 61  | 121 | 73  |
| Mike Toal       | Portland   | 71 | 38 | 83  | 121 | 32  |
| Brent Ashton    | Saskatoon  | 62 | 64 | 65  | 119 | 180 |
| Perry Turnbull  | Portland   | 70 | 75 | 43  | 118 | 191 |
| Gord Williams   | Lethbridge | 72 | 58 | 59  | 117 | 60  |

## Séries éliminatoires
Une première ronde est disputée au format de « round-robin », les deux premiers de chaque division accèdent ainsi à la finale de division.
| Équipe                 | V | D | résultat |
| ---------------------- | - | - | -------- |
| Wheat Kings de Brandon | 7 | 1 | Qualifié |
| Blades de Saskatoon    | 3 | 5 | Qualifié |
| Oil Kings d'Edmonton   | 2 | 6 | Éliminé  |

| Équipe                | V | D | résultat |
| --------------------- | - | - | -------- |
| Broncos de Lethbridge | 5 | 3 | Qualifié |
| Wranglers de Calgary  | 4 | 4 | Qualifié |
| Bighorns de Billings  | 3 | 5 | Éliminé  |

| Équipe                    | V | D | résultat |
| ------------------------- | - | - | -------- |
| Winter Hawks de Portland  | 7 | 1 | Qualifié |
| Cougars de Victoria       | 3 | 5 | Qualifié |
| Bruins de New Westminster | 2 | 6 | Éliminé  |

Les deux qualifiés de chaque division s'affrontent par la suite lors des finale de divisions.
- Finales de divisions:
- Les Wheat Kings de Brandon remportent leur série face aux Blades de Saskatoon par la marque de 4 victoires à 0.
- Les Broncos de Lethbridge remportent leur série face aux Wranglers de Calgary par la marque de 4 victoires à 3.
- Les Winter Hawks de Portland remportent leur série face aux Cougars de Victoria par la marque de 4 victoires à 3.

Les trois équipes victorieuses (Brandon, Lethbridge et Portland) prennent part par la suite à une demi-finale sous forme de « Round-robin », les deux équipes terminant en tête s'affronte par la suite lors de la grande finale.
| Équipe                   | V | D | résultat |
| ------------------------ | - | - | -------- |
| Wheat Kings de Brandon   | 3 | 1 | Qualifié |
| Winter Hawks de Portland | 3 | 1 | Qualifié |
| Broncos de Lethbridge    | 0 | 4 | Éliminé  |

- Finale:
- Les Wheat Kings de Brandon remportent la série face aux Winter Hawks de Portland par la marque de 4 victoires à 2.

## Honneurs et trophées
- Champion de la saison régulière : Wheat Kings de Brandon.
- Trophée du Joueur le plus utile (MVP), remis au meilleur joueur : Perry Turnbull, Winter Hawks de Portland.
- Meilleur pointeur : Brian Propp, Wheat Kings de Brandon.
- Trophée du meilleur esprit sportif : Errol Rausse, Breakers de Seattle.
- Meilleur défenseur : Keith Brown, Winter Hawks de Portland.
- Recrue de l'année : Kelly Kisio, Wranglers de Calgary.
- Meilleur gardien : Rick Knickle, Wheat Kings de Brandon.
- Meilleur entraîneur : Dunc McCallum, Wheat Kings de Brandon.